# Vioolconcert (Beamish)
De Britse componiste Sally Beamish voltooide haar Vioolconcert in 1994. Het is (gegevens 2015) haar enige vioolconcert.

## Achtergrond
Het werk kwam tot stand op verzoek van Anthony Marwood, violist. Hij vroeg of Beamish een vioolconcert kon schrijven, gebaseerd op het verhaal van de oorlogsroman Van het westelijk front geen nieuws van Erich Maria Remarque. Beamish probeerde het, maar bleef erin steken. Ze vond dat ze onvoldoende ervaring had met werken voor symfonieorkest. Daarop toog ze naar de componist Harrison Birtwistle voor advies. Hij wees haar de weg door voor te stellen dat ze haar eigen weg moest kiezen en niet te ver moest doorschieten in hoe een vioolconcert zou moeten klinken.
Dit leverde een driedelig werk op binnen de stroming eigentijdse klassieke muziek, waarbij de viool de vertellende soldaat verbeeldt. De viool belandt daarmee in gruwelijke situaties, maar ook verdriet speelt hem parten. De drie delen zijn geïnspireerd door een drietal passages uit het boek, maar kregen de gebruikelijke klassieke tempoaanduidingen:
1. Allegro ("To no man does the earth mean so much as to the soldier")
2. maatslag 60 (vrij langzaam tempo, waarin het werk wegsterft) ("On a foggy morning another of the Russionas is buried")
3. Allegretto ("We make grim, coarse jests")

Anthony Marwood gaf de première van dit opdrachtwerk voor de BBC. Een van hun orkesten, het BBC Scottish Symphony Orchestra, begeleidde de solist tijdens een concert op 26 januari 1995 onder leiding van Martyn Brabbins. Diezelfde avond werd ook Endless Parade van Birtwistle uitgevoerd. Op 1 augustus 2014 voerde Marwood het vioolconcert uit bij de Proms in de Londense Royal Albert Hall, opnieuw met Brabbins als dirigent.  

## Orkestratie
- solo viool
- 2 dwarsfluiten, (II ook piccolo), 2 hobo’s, (II ook althobo, 2 klarinetten (II ook basklarinet), 2 fagotten (II ook contrafagot)
- 4 hoorns, 3 trompetten, 2 trombones, 1 bastrombone, 1 tuba
- pauken, 2 man/vrouw percussie,
- violen, altviolen, celli, contrabassen